# 查理·莫頓
查爾斯·阿弗瑞德·莫頓四世（英語：Charles Alfred Morton IV，1983年11月12日—）登錄名查理·莫頓（Charlie Morton）。他出生於紐澤西州的弗雷明頓（Flemington），現為美國職棒大聯盟的先發投手，目前效力於底特律老虎。

## 職業生涯

### 亞特蘭大勇士
莫頓是在2002年大聯盟選秀會中，於第3輪第95名被勇士選中。
2007年11月20日，他被勇士加入40人名單中。2008年6月14日是莫頓大聯盟初登板，當時的對手為洛杉磯安那罕天使，他主投6局失3分，最後拿下大聯盟生涯的第1勝。
2009年6月3日，莫頓、Gorkys Hernández和Jeff Locke被交易到匹茲堡海盜，而勇士獲得了Nate McLouth。

### 匹茲堡海盜

#### 2009年
6月10日，莫頓交易到海盜後的第1場出賽，面對他的前東家勇士，主投1局無失分，球隊最後以3：2獲勝。
6月28日，在跨聯盟的比賽中，莫頓先發面對堪薩斯市皇家，因隊友火力不夠，辜負了他6局失2分的優質先發，最後以2：3落敗。
7月3日對佛羅里達馬林魚的比賽中，投6局被打1之安打無失分，最後獲得今年的第1勝。
9月30日先發面對芝加哥小熊的比賽中，完投9局沒有失分，拿下大聯盟生涯的第1場完投完封勝。

#### 2010年
莫頓參與了春訓並順利進入先發輪值名單，但這一年卻相當悲劇。
4月9日對亞利桑那響尾蛇的比賽為他今年的第1場先發，但只投3.1局狂失8分，最後球隊以1：9落敗，他也吞下今年的第1敗。在4月的5場先發比賽裡面，莫頓沒有拿下任何勝投並吞下5連敗，防禦率高達12.57，這包括了4月30日對道奇的比賽，投6局失6分，其中自責失分3分，球隊只給了他2分的幫助。賽後海盜總教練John Russell說「我想他球投得很好，如果我們那1局捕手球接的好，可能就會有不一樣的結果，或許就不會失掉那3分」。
5月5日對芝加哥小熊的比賽，莫頓投6局失2分，最後順利以4：2拿下今年的第1勝。
但在開胡之後，莫頓又開始苦吞4連敗，球隊以他肩部疲勞的原因，將他放入15天傷兵名單。之後被送去布雷登頓 (佛羅里達州)進行延長春訓，並在小聯盟3A繼續磨練。
8月時因先發投手羅斯·奧倫道夫因傷進入傷兵名單時，莫頓再度回到大聯盟並進入先發名單中。
8月29日先發面對密爾瓦基釀酒人，但只投3局狂失8分，吞下今年的第11敗。
10月2日對馬林魚的比賽中，投6局失2分，並投出生涯新高的9次三振，但因球隊沒給予火力支援，最後以0：2吞下今年的第12敗。
總計該年他在小聯盟3A的成績為4勝4敗及3.83防禦率的成績，但在大聯盟卻留下2勝12敗、ERA7.57、ERA+更只有53的慘淡成績（不過扣掉8月之前先發的成績，莫頓的防禦率是4.26）。

#### 2011年
海盜對莫頓啟動改造手術，讓他得以鹹魚大翻身，出賽29場繳出10勝10敗及3.83ERA（ERA+也回升至97）的成績，並被認為是海盜的新希望。

### 費城費城人
2015年12月12日，海盜隊用莫頓向費城人交易David Whitehead，但他在4月23日的一次跑壘中受傷。4月27日，球隊宣布莫頓剩餘的球季報銷。最終他該年因傷只出賽4場，留下1勝1敗防禦率4.15的成績，也間接導致費城人重建工作的延遲。

### 休士頓太空人

#### 2017年
2016年11月16日，莫頓與太空人簽下2年1400萬美元合約。這年的莫頓表現明顯回春，25場出賽中拿下14勝7敗防禦率3.62的好成績，並在季後賽做出重大貢獻，在美聯冠軍系列賽與世界大賽的第七戰都拿下勝投，為球隊奪冠的重要功臣之一。

#### 2018年
這年的莫頓表現依舊出色。5月12日，他單場投出了12次三振，締造了個人紀錄。他在明星賽前拿下11勝，平均每9局可以投出11.7次三振，防禦率2.96。這年莫頓也沒有太嚴重的受傷，只有進入一次10天傷兵名單。該年他投了167局，15勝3敗，防禦率3.13，201次三振。

### 坦帕灣光芒

#### 2019年
2018年12月21日，莫頓與坦帕灣光芒簽下2年3000萬美元合約。他在光芒隊的初登板就是面對前東家太空人，最後他也順利拿下在光芒隊的首勝。6月30日，莫頓第二次入選明星賽。

### 亞特蘭大勇士
2020年11月24日，與亞特蘭大勇士簽下一紙1年1500萬美元合約，重返勇士隊。

## 球探報告
在2011年球季以前，莫頓主要的球種有均速92-94mph之間、最快可達97mph的四縫線快速球，另外還會投78mph左右從12點鐘掉到6點鐘的曲球、82mph前後的變速球和大約92mph的伸卡球。
在2010年慘澹的球季以後，海盜對他啟動了改造手術。他們將莫頓叫進辦公室，並由投手教練Ray Searage播放2次賽揚獎得主洛伊·哈勒戴的投球影片。他們希望莫頓增加伸卡球的使用比例，並改以3/4側投。而這些改造讓莫頓以全新的型態在2011年球季登板，並有了很大的進步，成為海盜輪值中的一員大將。
2017年，當莫頓變成「又老又殘」的投手時，太空人獨創的決策科學部卻從他身上找到讓太空人成功的關鍵，並給他另一種投球思維。他們希望擁有極品曲球轉速的莫頓多丟一點曲球。
而靠著先後從海盜與太空人得到的2套投球心法，莫頓最後成功為太空人寫下歷史新頁。
 （页面存档备份，存于）。

## 外部連結
- 球員資訊和成績在MLB ，ESPN ，Retrosheet ，Baseball Reference ，Baseball Reference (Minors) ，Fangraphs ，The Baseball Cube （英文）